# Mupparna på Manhattan
Mupparna på Manhattan (engelska: The Muppets Take Manhattan) är en amerikansk musikalisk komedifilm från 1984 i regi av Frank Oz. Filmen är den tredje långfilmen om och med Mupparna. Medverkar gör även artister som Art Carney, James Coco, Dabney Coleman, Gregory Hines, Linda Lavin och Joan Rivers. 

## Rollista i urval
- Louis Zorich - Pete, ägare och kock på Petes Diner
- Juliana Donald - Jenny, Petes dotter och servitris
- Lonny Price - Ronnie Crawford
- Cheryl McFadden - Nancy, Martin Price sekreterare
- Graham Brown - Mr. Wrightson

### Muppar
- Jim Henson - Kermit, Hunden Rowlf, Dr. Teeth, Svenske kocken, The Muppet Newsman, Waldorf, Baby Kermit, Baby Rowlf, Ernie
- Frank Oz - Miss Piggy, Fozzie, Animal, Sam Eagle, Baby Piggy, Baby Fozzie, Bert, Kakmonstret
- Jerry Nelson - Floyd Pepper, Crazy Harry, Camilla the Chicken, Pops, Lew Zealand, Bear
- Richard Hunt - Scooter, Janice, Statler, Baby Scooter, Bear
- Dave Goelz - Gonzo, Chester the Rat, Bill the Frog, Zoot, Penguin, Jim the Dog, Baby Gonzo
- Steve Whitmire - Rizzo, Gill the Frog, Bear
- Bruce Edward Hall - Masterson the Rat, Beth Bear
- Kathryn Mullen - Jill the Frog
- Karen Prell - Yolanda the Rat, Frank the Dog
- Brian Muehl - Tattooey the Rat
- Martin P. Robinson - Rat, händerna till Svenske kocken

### Cameos
- Frances Bergen - Mr. Winesops receptionist
- Art Carney - Bernard Crawford, en känd teaterproducent och Ronnies far
- James Coco - Mr. Skeffington
- Dabney Coleman - Murray Plotsky/Martin Price, en bedragare som utger sig för att vara teaterproducent
- Elliott Gould - polis
- Gregory Hines - rullskridskoåkare
- Borgmästare Edward I. Koch - sig själv
- John Landis - Leonard Winesop, en känd teaterproducent
- Linda Lavin - Kermits läkare
- Liza Minnelli - sig själv
- Joan Rivers - Eileen
- Brooke Shields - chef på Petes Diner